# National Seashore di capo Hatteras
Il National Seashore di capo Hatteras è una pittoresca area costiera situata sulle isole di Bodie, Hatteras e Ocracoke, lungo gli Outer Banks, nella Carolina del Nord orientale (USA). Il parco, primo national seashore del paese, venne autorizzato nel 1937 ed istituito nel 1953. Ricopre una superficie totale di 122 km². Le tre strette isole barriera sono situate tra l'oceano Atlantico a est e la baia di Pamplico a ovest. Assieme al Pea Island National Wildlife Refuge, che ricopre la porzione settentrionale dell'isola di Hatteras, l'area costiera protetta comprende una striscia continua di spiagge, paludi salmastre, dune di sabbia e aree boschive lunga circa 110 km. La vegetazione è costituita, in prossimità del litorale, da varie specie di erbe della spiaggia e, nell'interno, da foreste di querce, cedri e agrifogli. Centinaia di specie di uccelli acquatici nidificano o sostano qui durante le loro migrazioni annuali.
Sull'isola di Bodie, lungo il litorale a nord dell'area protetta, sorge il Wright Brothers National Memorial, nei pressi di Kitty Hawk, mentre la storica isola di Roanoke è situata appena a ovest dell'isola di Bodie. Una strada, collegata al continente attraverso l'isola di Roanoke, percorre l'intera lunghezza delle isole di Bodie e di Hatteras, collegando un certo numero di villaggi che non fanno parte dell'area protetta. La più isolata isola di Ocracoke, a sud-ovest, è collegata all'isola di Hatteras e al continente da una rete di traghetti per automobili; Ocracoke, l'antico villaggio di pescatori situato all'estremità meridionale dell'isola, è il luogo dove si dice sia morto il pirata Barbanera (Edward Teach). A sud di Ocracoke si trova il National Seashore di capo Lookout, che inizia a partire dalla zona nord di Core Banks.
Le acque poco profonde lungo il lato atlantico delle isole hanno costituito per lungo tempo una minaccia per la navigazione, specialmente in prossimità dei Diamond Shoals a sud-est di capo Hatteras. L'area protetta include tre fari storici, tra cui gode di particolare importanza quello di capo Hatteras. Costruito nel 1870 sul sito di una struttura precedente, è alto 63 m ed è il più elevato faro in muratura del paese. Sebbene non venga ormai più usato da tempo come supporto per la navigazione, costituisce una popolare attrazione turistica. L'intera struttura venne spostata circa 880 m più all'interno nel 1999 a causa dell'erosione della spiaggia del sito originario.